# Prix J. Greshoff

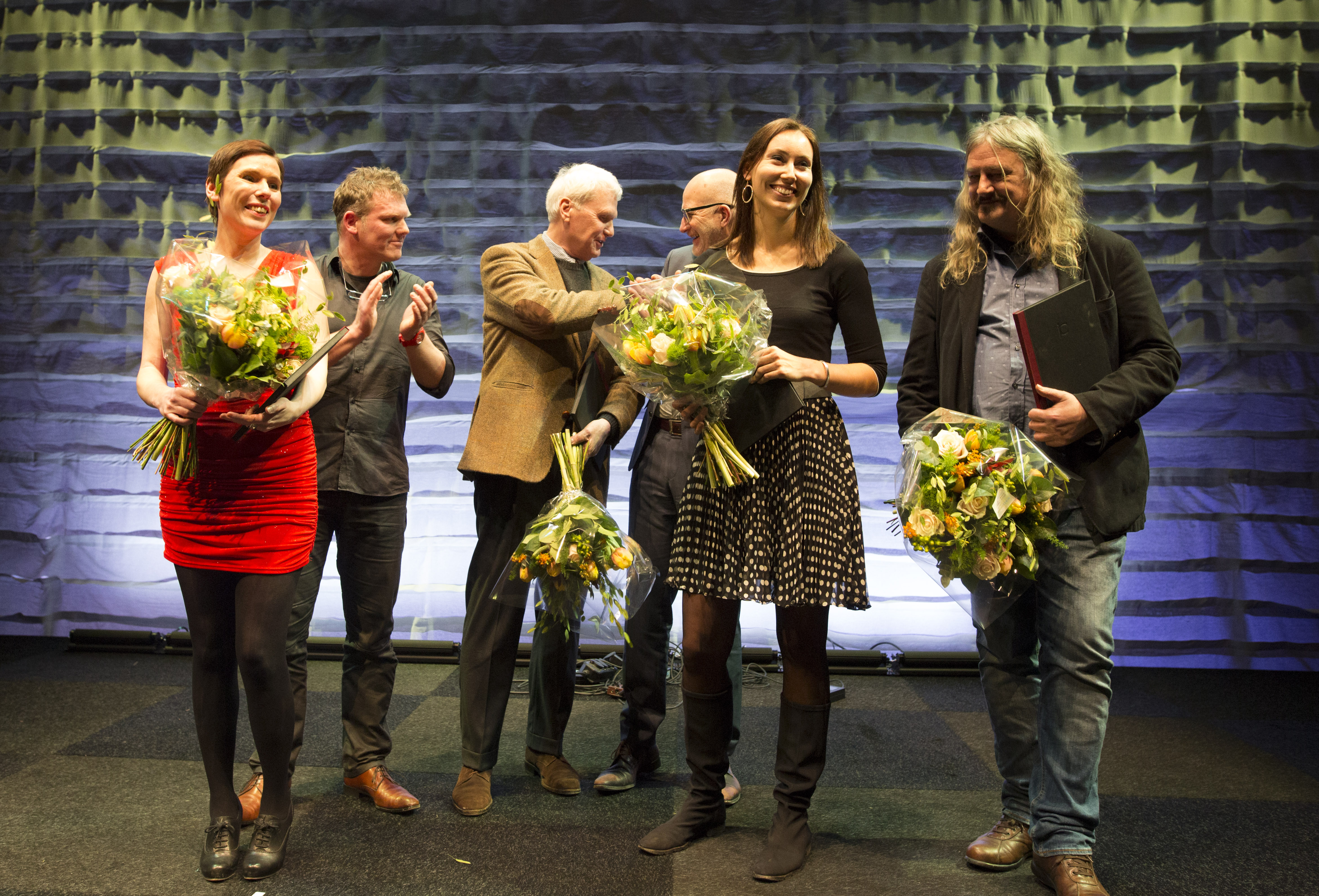
Remise d'un des prix littéraires décernés par la Fondation Jan Campert à La Haye en 2016.

Le prix J. Greshoff est un prix littéraire néerlandais biannuel créé en 1978 portant le nom de l’écrivain Jan Greshoff.

## Historique
Le prix  est ainsi dénommé en l’honneur de l’écrivain, poète, journaliste et critique littéraire néerlandais Jan Greshoff (1888-1971). Il a été créé pour récompenser un essai ou un recueil d'essais, choisi à partir d’une liste établie par la Fondation Jan Campert (nl), dont la vocation est de promouvoir la littérature en langue néerlandaise.
La fondation décerne sept prix littéraires, certains chaque année, d’autres biannuellement, dont le prix Jan Greshoff, lequel s’inscrit dans le prolongement de l'ancien «Prix spécial» créé en 1951, lequel a été remplacé par deux autres prix en 1978,.
Le montant de la récompense s'élève à 5 000 euros

## Lauréats
La liste des lauréats depuis 1978  s’établit comme suit:
- 1978 - Maarten 't Hart , pour  De som der misverstanden.
- 1980 - Andreas Burnier , pour  De zwembadmentaliteit ( La mentalité de la piscine).
- 1982 – Jacques Kruithof (nl), pour Vingeroefeningen.
- 1984 – Cyrille Offermans (nl), pour De kracht van het ongrijpbare.
- 1986 - Renate Rubinstein , pour Nee heb je.
- 1988 - Sem Dresden, pour Wat is creativiteit? (Qu'est-ce que la créativité ?).
- 1990 – K. Schippers, pour  Museo sentimental ,  (ISBN 9021480875).
- 1992 - Charlotte Mutsaers, pour Kersebloed,  (ISBN 9029028637).
- 1994 - Patricia De Martelaere, pour Een verlangen naar ontroostbaarheid.
- 1996 – Piet Meeuse (nl), pour Doorkijkjes.
- 1998 – Atte Jongstra (nl), pour  Familieportret.
- 2000 – Martin Reints (nl), pour  Nacht- en dagwerk.
- 2002 - Douwe Draaisma, pour Waarom het leven sneller gaat als je ouder wordt (traduction publiée en français, titre: Pourquoi la vie passe plus vite à mesure que l'on vieillit, 2008)[7].
- 2004 - Frank Westerman, pour Ingenieurs van de ziel ( Les ingénieurs de l'âme).
- 2006 – Pam Emmerik (nl), pour Het wonder werkt.
- 2008 – Luuc Kooijmans (nl), pour Gevaarlijke kennis. Inzicht en angst in de dagen van Jan Swammerdam
- 2010 - David Van Reybrouck , pour  Congo: een geschiedenis(traduction publiée en français, titre: Congo. Une histoire, 2012 [8].
- 2012 – Lucas Hüsgen (nl), pour  Nazi te Venlo.
- 2014 - Bas Heijne,  pour Angst en schoonheid , essai sur l’écrivain néerlandais Louis Couperus.
- 2016 – Kees 't Hart (nl), pour Het gelukkige schrijven.
- 2018 – Marja Pruis (nl), pour Genoeg nu over mij.
- 2020 – Piet Gerbrandy (nl),  pour  Grondwater.
- 2022 - Marjan Slob pour De lege hemel. Over eenzaamheid

## Sources
- (nl) « J. Greshoff-prijs (Prix J. Greshoff) », sur jancampertstichting.nl (consulté le 29 mai 2022).
- (nl) « J. Greshoff-prijs », sur www.dutchheights.nl (consulté le 29 mai 2022).
- (nl) « Literaireprijzen (Prix littéraires) », sur leteraireprijzen.nl-via web.archive, document relatif à la création des prix décernés par la Fondation Jan Campert à La Haye le 20 janvier 1948. Consulté le 29 mai 2022.

## Autres